# أليسون مكينتوش
أليسون مكينتوش (بالإنجليزية: Alison McIntosh)‏ هي أكاديمية نيوزيلندية، ولدت في 2 يوليو 1971.